# Gbenga Akinnagbe

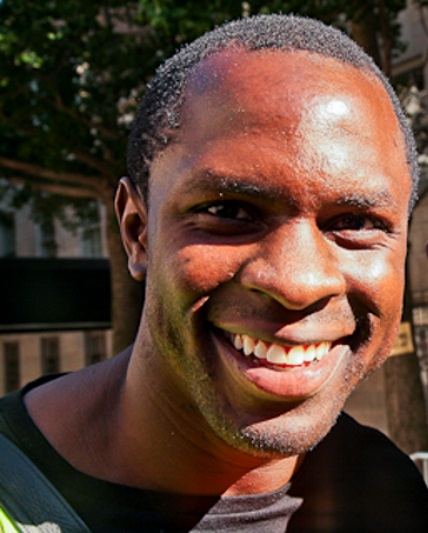
Gbenga Akinnagbe (2012)

Olubenga Enitan Tenitope „Gbenga“ Akinnagbe (* 12. Dezember 1978 in Washington, D.C.) ist ein nigerianisch-US-amerikanischer Schauspieler. Bekanntheit erlangte er vor allem durch seine Rollen aus den Serien The Wire und The Deuce.

## Leben und Karriere
Gbenga Akinnagbe wurde in Washington D.C. als Sohn nigerianischer Einwanderer geboren. Der Rapper Wale ist sein Cousin. Eine Zeitlang schämte er sich für seinen Namen und selbst seine Mutter legte ihm nahe den Namen zu ändern, aus Sorge, dieser könnte seinen Einstellungschancen im Weg stehen. Nicht selten wurde er in den USA für einen Ausländer gehalten. Inzwischen ist er stolz auf seinen Namen. Einen Teil seiner Studienzeit verbrachte Akinnagbe in Mexiko. Zudem gehörte er dem Ringerteam seiner Universität an. Heute lebt er im New Yorker Stadtbezirk Brooklyn.
Akinnagbe war erstmals 2002 in einer kleinen Rolle in einer Episode der erfolgreichen Serie The Wire zu sehen. In derselben Serie übernahm er ab 2004 die Rolle des Chris Partlow, die er in allen folgenden Staffeln bis zum Ende der Serie 2008 darstellte. 2005 bereits wurde er in der Serie Barbershop als Yinka in einer Nebenrolle besetzt, in der er bis 2006 zu sehen war. 2007 war er als Jimmy in einer Nebenrolle in der Tragikomödie Die Geschwister Savage zu sehen. Daneben trat er in den Serien Conviction, Numbers – Die Logik des Verbrechens, Cold Case – Kein Opfer ist je vergessen, Fringe – Grenzfälle des FBI und Dark Blue jeweils in Gastrollen auf. 2009 folgte im Thriller Die Entführung der U-Bahn Pelham 123 als Wallace erneut eine Nebenrolle in einem Spielfilm. Ein Jahr darauf trat er als Det. Darcy Jones im Actionfilm Auftrag Rache auf. Es folgten Auftritte in Blue Bloods – Crime Scene New York, Chase und A Gifted Man. Ab 2010 wirkte er als Isaiah Easton in Good Wife mit.
Von 2011 bis 2012 war Akinnagbe als Kelly Slater in einer Nebenrolle in Nurse Jackie zu sehen. Eine wiederkehrende Rolle in Damages – Im Netz der Macht folgte. 2012 trat er in einer Episode der Serie The Unknown auf, zu der er zudem das Drehbuch schrieb. 2013 gehörte er als Jeremiah Bello zur Besetzung der Serie Graceland, die allerdings nach nur einer produzierten Staffel eingestellt wurde. Ein Jahr darauf wirkte er als Michel in einer Nebenrolle im Filmdrama Mall: Wrong Time, Wrong Place mit. Ebenfalls 2014 übernahm er in der Rolle des CIA-Agenten Erik Ritter eine zentrale Rolle in der Miniserie 24: Live Another Day. 2015 produzierte Akinnagbe den Film Knucklehead, in dem er selbst als Langston die Hauptrolle übernahm, und übernahm eine wiederkehrende Rolle in The Following. Weitere Gastrollen in Serien folgten seitdem in Limitless, Madam Secretary, Mercy Street und Evil.
2016 übernahm Akinnagbe Nebenrollen im Science-Fiction-Film Independence Day: Wiederkehr und im Thriller To Kill a Man – Kein Weg zurück. Ein Jahr darauf folgten Nebenrolle in den Filmdramen Crown Heights und Detroit. Von 2017 bis 2019 war er zudem als Larry Brown in einer der Hauptrollen der Serie The Deuce zu sehen. Später übernahm er als Dave eine Rolle im Filmdrama Seitenwechsel, das 2021 auf dem Sundance Film Festival uraufgeführt wurde.
Seit Beginn seines schauspielerischen Schaffens steht Akinnagbe regelmäßig am Theater auf der Bühne. So wirkte er unter anderem 2013 in der Produktion von The Rain Maker mit, das am Old Globe Theatre in San Diego gezeigt wurde, und 2018 in der Inszenierung des Stücks Wer die Nachtigall stört mit, das am Broadway aufgeführt wurde. Darüber hinaus schreibt er freiberuflich für die New York Times und ist ein versierter Marathonläufer, der mit seinen Teilnahmen am New-York-City-Marathon Spendengelder für wohltätige Zwecke sammelt. Er ist Begründer des Unternehmens Enitan Vintage, das Möbel im Stile des Volkes der Yoruba, von denen Akinnagbe abstammt, restauriert und herstellt.

## Filmografie (Auswahl)
- 2002–2008: The Wire (Fernsehserie, 30 Episoden)
- 2005–2006: Barbershop (Fernsehserie, 10 Episoden)
- 2006: Conviction (Fernsehserie, 2 Episoden)
- 2007: Die Geschwister Savage (The Savages)
- 2007: Numbers – Die Logik des Verbrechens (Numb3rs, Fernsehserie, Episode 3x16)
- 2008: Cold Case – Kein Opfer ist je vergessen (Cold Case, Fernsehserie, Episode 6x10)
- 2009: Fringe – Grenzfälle des FBI (Fringe, Fernsehserie, Episode 1x12)
- 2009: Die Entführung der U-Bahn Pelham 123 (The Taking of Pelham 123)
- 2009: Dark Blue (Fernsehserie, Episode 1x05)
- 2009–2014: Law & Order: Special Victims Unit (Fernsehserie, 3 Episoden)
- 2010: Auftrag Rache (Edge of Darkness)
- 2010: Lottery Ticket
- 2010–2015: Good Wife (The Good Wife, Fernsehserie, 7 Episoden)
- 2011: Blue Bloods – Crime Scene New York (Blue Bloods, Fernsehserie, Episode 1x20)
- 2011: Chase (Fernsehserie, Episode 1x17)
- 2011: A Gifted Man (Fernsehserie, 2 Episoden)
- 2011: Red & Blue Marbles
- 2011–2012: Nurse Jackie (Fernsehserie, 8 Episoden)
- 2012: Overnight
- 2012: Damages – Im Netz der Macht (Damages, Fernsehserie, 4 Episoden)
- 2012: Paranormal Abduction
- 2012: Elementary (Fernsehserie, Episode 1x10)
- 2013: Big Words
- 2013: Graceland (Fernsehserie, 8 Episoden)
- 2013: Home
- 2014: Fort Bliss
- 2014: Mall: Wrong Time, Wrong Place (Mall)
- 2014: 24: Live Another Day (Miniserie, 11 Episoden)
- 2014: Phantom Halo – Brüder am Abgrund (Phantom Halo)
- 2015: Knucklehead
- 2015: The Following (Fernsehserie, 11 Episoden)
- 2015–2016: Limitless (Fernsehserie, 2 Episoden)
- 2016: Madam Secretary (Fernsehserie, Episode 2x19)
- 2016: To Kill a Man – Kein Weg zurück (To Kill a Man)
- 2016: Independence Day: Wiederkehr (Independence Day: Resurgance)
- 2017: Crown Heights
- 2017: Mercy Street (Fernsehserie, Episode 2x06)
- 2017: Detroit
- 2017: Mindhack: #savetheworld
- 2017–2019: The Deuce (Fernsehserie, 17 Episoden)
- 2018: Egg
- 2018: All the Devil's Men
- 2019: Goldie
- 2019: The Sun Is Also a Star
- 2020: Evil (Fernsehserie, Episode 1x12)
- 2020: 16 Bars
- 2021: Seitenwechsel (Passing)
- 2021: FBI (Fernsehserie, Episode 2x12)
- 2021: Wu-Tang: An American Saga (Fernsehserie, 3 Episoden)
- 2022–2024: The Old Man (Fernsehserie, 15 Episoden)
- 2024: Rob Peace
- 2024: The Thicket